# Somatina maeandrata
Somatina maeandrata är en fjärilsart som beskrevs av Louis Beethoven Prout 1925. Somatina maeandrata ingår i släktet Somatina och familjen mätare. Inga underarter finns listade i Catalogue of Life.